# Mezquita de Solimán
La mezquita de Solimán o mezquita de Süleymaniye (en turco: Süleymaniye Camii) es una mezquita imperial otomana situada en la tercera colina de Estambul, Turquía. Hasta el año 2019 era la más grande de la ciudad, siendo sucedida por la mezquita de Çamlıca; aun así es una de las panorámicas más conocidas de la ciudad.

## Historia

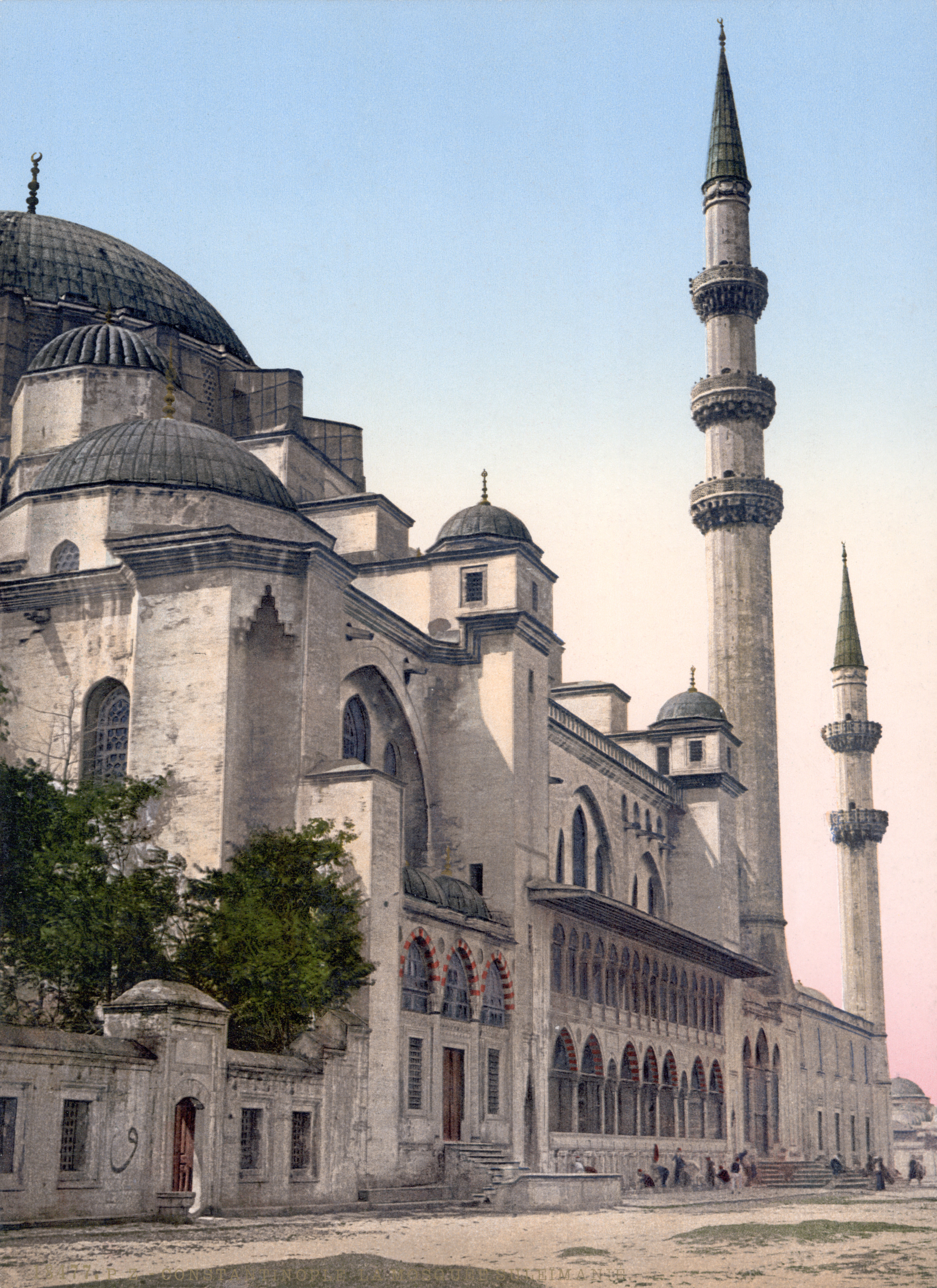
Mezquita Süleymaniye, fotografía de 1890.

Construida por mandato del sultán Solimán I apodado El Magnífico fue construida por el arquitecto imperial Mimar Sinan de origen armenio/griego o turco ortodoxo. Los trabajos de construcción se iniciaron en 1550 en el solar que había ocupado el palacio Eski Saray siendo finalizados siete años más tarde, en 1557.
Sinan concibió el diseño arquitectónico del edificio en contraposición a la bizantina Santa Sofía. Hagia Sofía convertida en mezquita bajo el reinado del Mehmed II sirvió como modelo a muchas de las mezquitas otomanas de Estambul. Sin embargo Sinan tenía una concepción más simétrica, racional y simple que los arquitectos otomanos precedentes. Es posible que el intercambio de ideas entre Italia y Estambul contribuyera al apoyo del arquitecto de las líneas simétricas y las formas racionales según lo promovido por tratadistas como Alberti.
El diseño de la mezquita juega también con la representación Suleyman como un segundo Salomón. Las referencias a la Cúpula de la Roca que fue construida en el lugar del Templo de Salomón así como al alarde de Justiniano I sobre la terminación de Santa Sofía. La mezquita de Süleymaniye, similar en magnificencia a las estructuras precedentes, reafirma la importancia histórica de Suleyman. La estructura es sin embargo más pequeña de tamaño que su más viejo arquetipo, Santa Sofía.

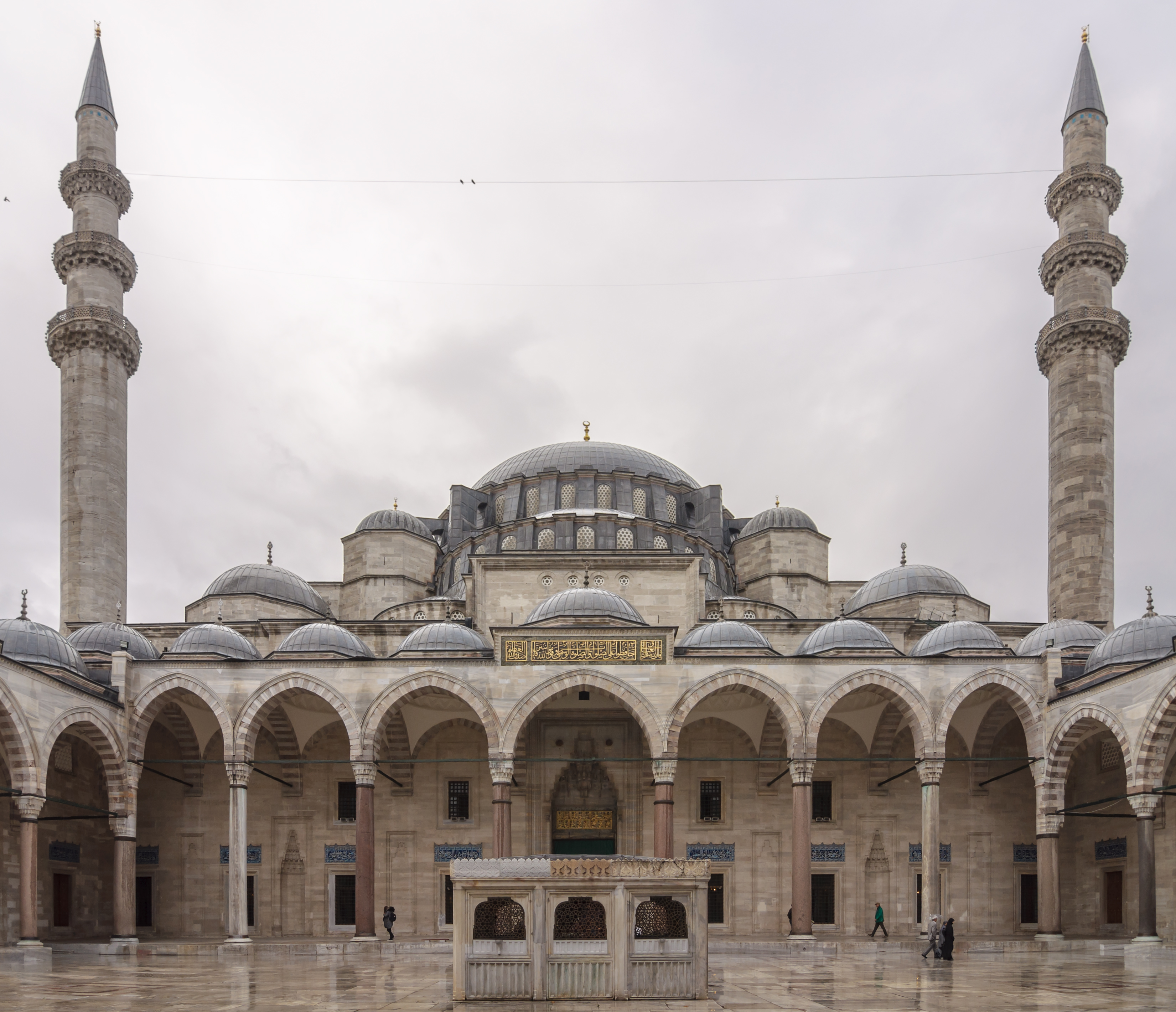
El patio de la mezquita de Suleimán

La mezquita fue devastada por un incendio en 1660 siendo restaurada por el sultán Mehmed IV. En el terremoto de 1766 la bóveda se derrumbó de nuevo. Las reparaciones posteriores dañaron la decoración original de Sinan (recientes limpiezas que Sinan experimentó primero con el azul, antes de regresar al rojo, el color dominante de la bóveda). La mezquita fue restaurada de nuevo a mitad del siglo XIX por los hermanos suizo-italianos Gaspare y José Fossati, intentando devolverla a su esplendor original, la bóveda y las semibóvedas fueron pintadas en un estilo del Barroco del otomano. Durante la última limpieza se restauró fielmente el diseño original.
Durante la Primera Guerra Mundial el patio fue usado como almacén de armas y cuando la munición se prendió, la mezquita sufrió otro incendio. Hasta 1956 no fue totalmente restaurada de nuevo.

## Arquitectura

### Exterior

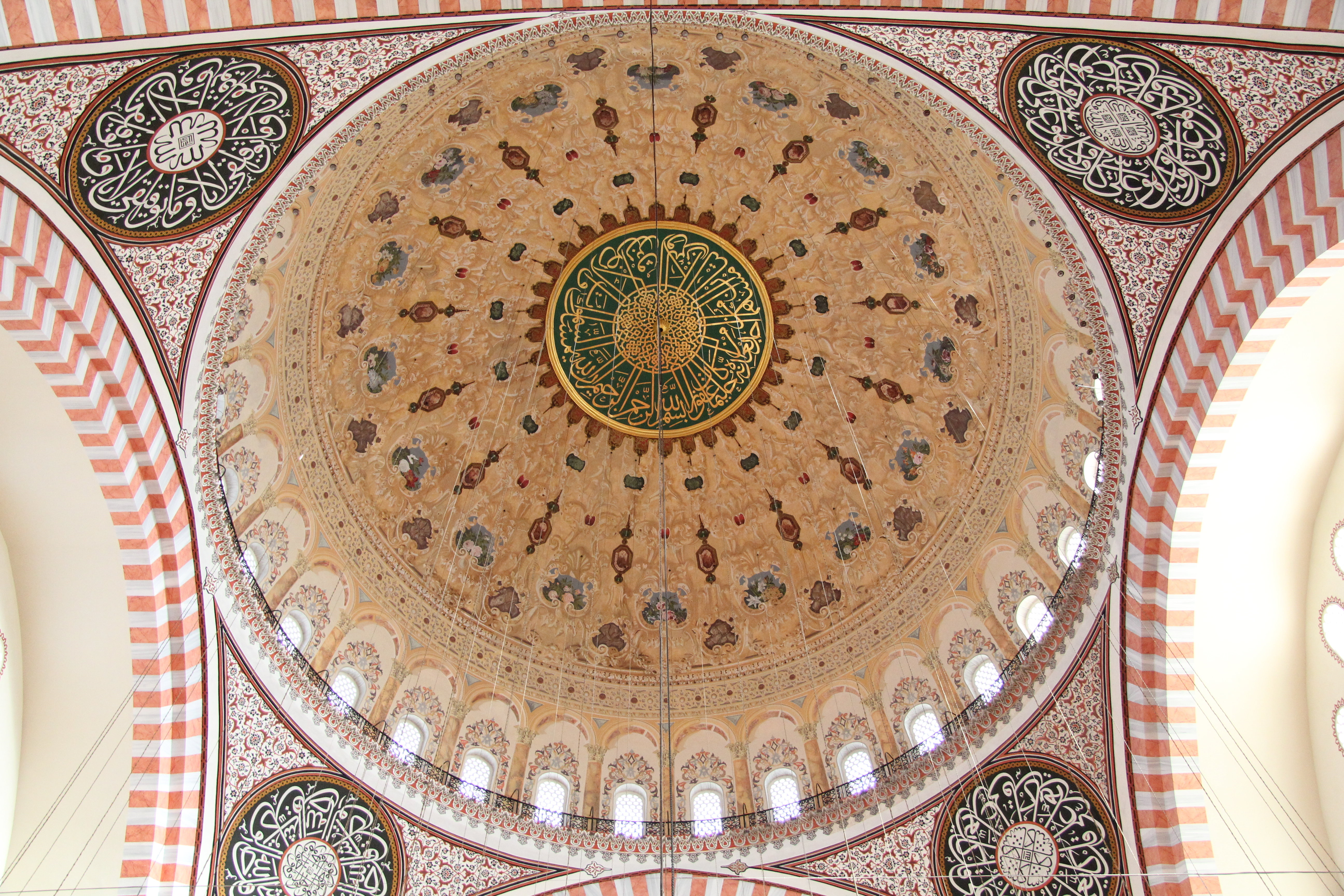
Vista de la cúpula.

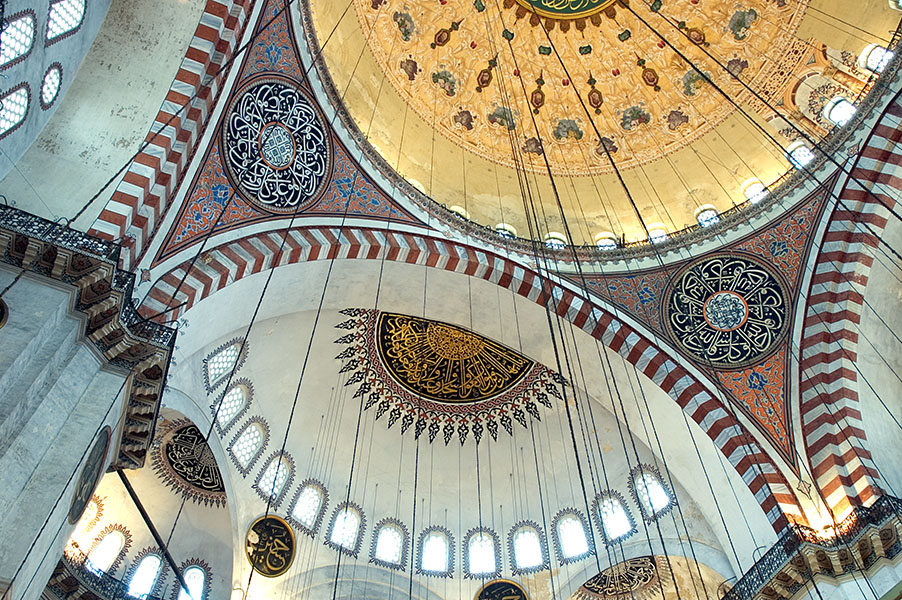
Vista interior de las cúpulas.

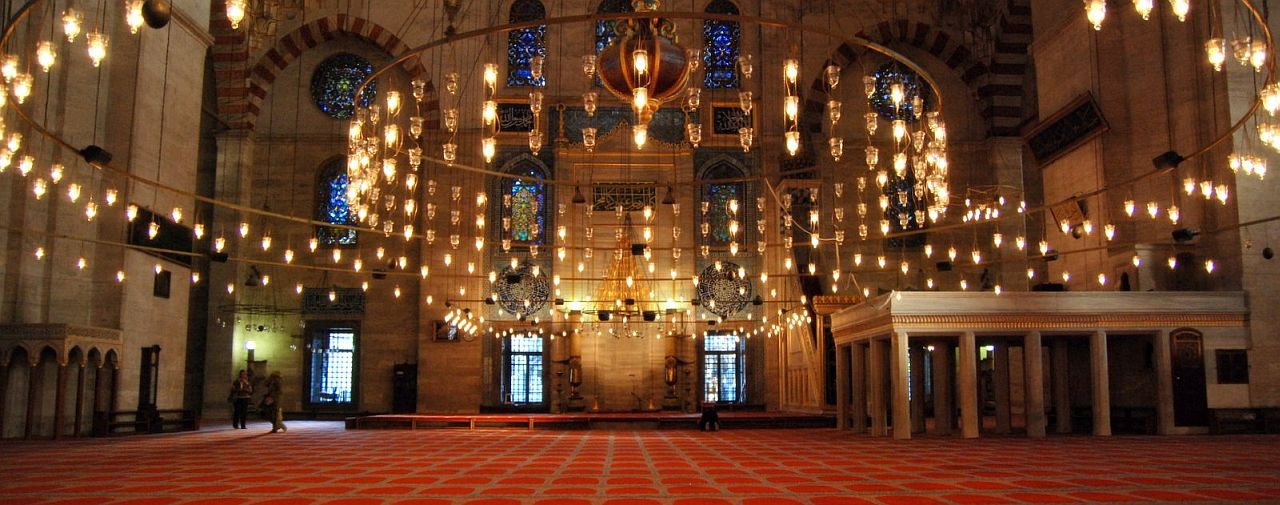
Interior de la mezquita de Süleymaniye.

Al igual que otras mezquitas imperiales en Estambul, la mezquita es precedida por un monumental patio (avlu) en el lado oeste. El patio está rodeado por una columnata o peristilo con columnas de mármol, granito y pórfido. Situadas en las cuatro esquinas del patio se encuentran los cuatro minaretes, un número solo permitido a las construcciones del sultán pues las de los príncipes y princesas podían tener solo dos alminares o minaretes. Los minaretes tienen un total de diez galerías (serifes) los cuales indican que el Sultán era el décimo de la dinastía otomana.
La cúpula tiene una altura de 53 metros y un diámetro de 26,5 metros. En la época de su construcción era la mayor en el imperio otomano desde la base pero era más pequeña en altura y diámetro que la de Santa Sofía.

### Interior
El interior de la mezquita forma casi un cuadrado con un lado de 59 metros y otro de 58 metros, formando un extenso espacio único. La cúpula está flanqueada por semicúpulas y recorriendo de norte a sur arcadas con Tímpano rellenos de ventanas, soportados por enormes monolitos de pórfido. Sinan creó una radical innovación arquitectónica para enmascarar los enormes contrafuertes necesarios para sostener la estructura. incorporó los contrafuertes a las paredes del edificio quedando divididos en dos, la mitad externa y la otra mitad interna ocultando las proyecciones por galerías de columnas. Hay una sola galería dentro de la estructura, y una galería de dos pisos en el exterior.
La decoración interior es sutil, con el uso muy refrenado de los azulejos de Iznik. El mihrab y el mimbar de mármol blancos son también simples en el diseño, y la artesanía en madera se refrena, con diseños simples en marfil y nacarado.

### Complejo

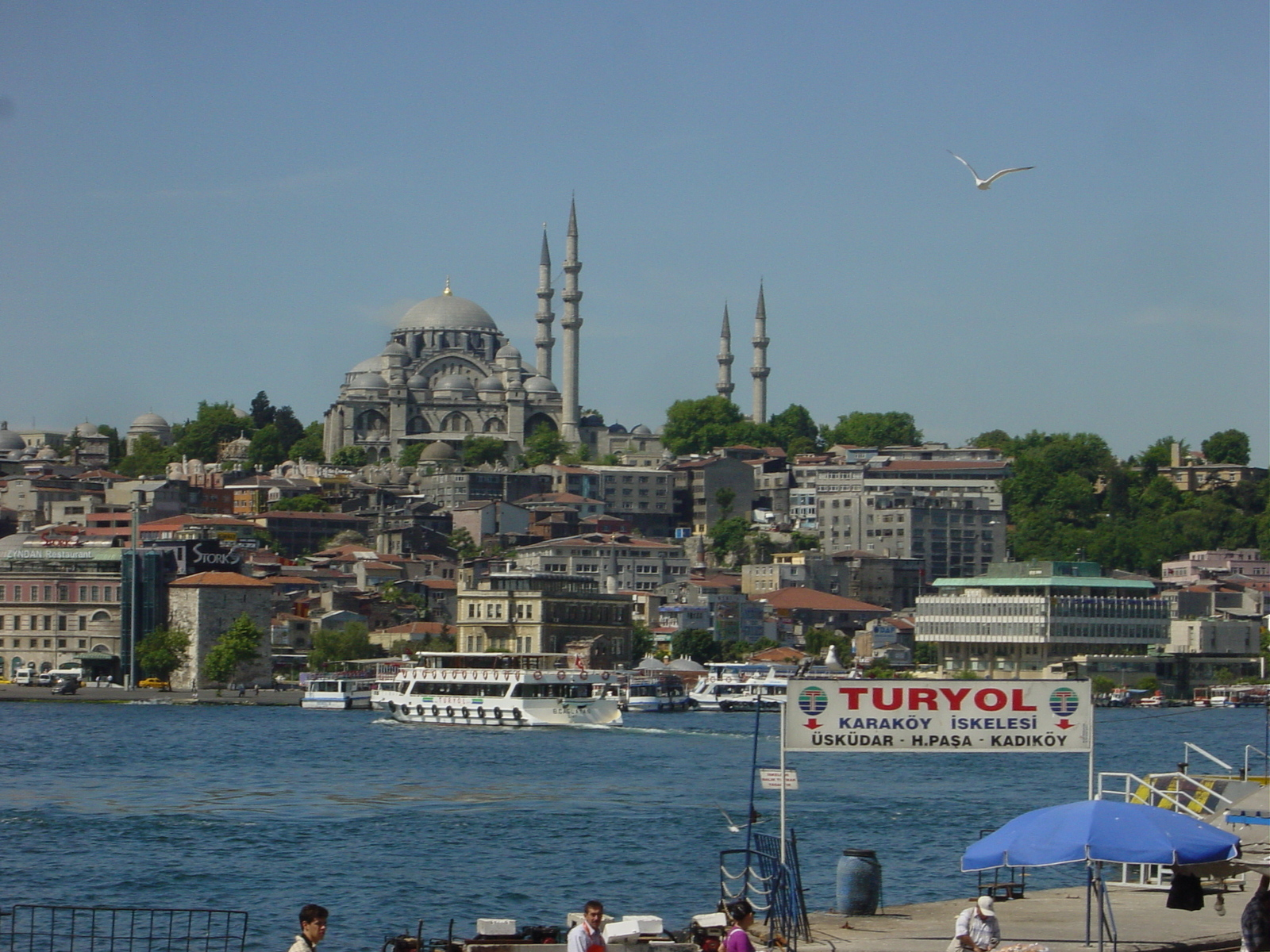
Vista de la Mezquita de Süleymaniye desde Karaköy a través del Cuerno de Oro.

Al igual que sucede en otras mezquitas imperiales de Estambul, la mezquita de Suleiman está diseñada como un külliye, o como un edificio con estructuras anexas para las necesidades culturales y religiosas. El complejo inicial estaba formado por la mezquita, hospital (darüşşifa), escuela primaria, Hammam, Caravansaray, cuatro escuelas coránicas (madrasas), una escuela especializada en el aprendizaje del hadith, un colegio médico y una cocina pública (Imaret) la cual servía comida a los pobres. Muchos de estos edificios perviven en nuestros días, así el imaret es un restaurante. El hospital es una imprenta del ejército turco.
En el jardín tras la parte principal de la mezquita hay dos mausoleos (türbe) en los que están enterrados Suleiman I el magnífico, su esposa Roxelana (Haseki Hürrem) y su hija Mihrimah. Los sultanes Suleiman II, su madre Dilaşub Saliha y su hija Asiye. También Ahmed II y Safiye (fallecida en 1777), la hija de Mustafa II, están enterrados aquí.
En los muros de la mezquita por la parte exterior hacia el norte se encuentra la tumba de Sinan.